# Centro deportivo municipal Reina Elisenda
El Centro Deportivo Municipal de Esgrima Reina Elisenda (en catalán Centre Esportiu Municipal Reina Elisenda) es una instalación deportiva del ayuntamiento de Barcelona especializada para la práctica de la esgrima.
El CEM Reina Elisenda es de propiedad del Ayuntamiento de Barcelona y está gestionado por el club d'Esgrima Sala d'Armes Montjuic.
En la instalación tienen la sede social el SAM y la Federación Catalana de Esgrima.
La sala cuenta con vestuarios y 24 pistas para la práctica de este deporte, aunque solo 11 de ellas son metálicas.